# Re leggendari svedesi

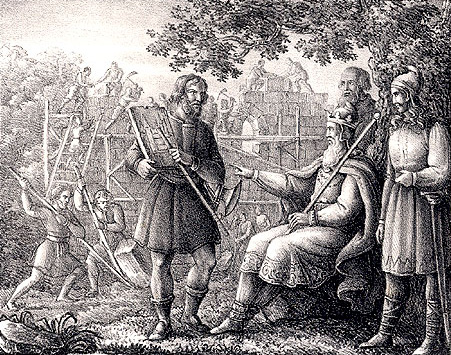
Yngve Frey bygger Gamla Upsala tempel (1830) di Hugo Hamilton. Yngvi-Freyr, costruisce il tempio di Uppsala.

I re leggendari svedesi sono monarchi Sueoni, nella odierna Svezia, appartenenti alla mitologica casata degli Yngling (Yngvi-ing, dove -ing significa "discendente"), detti anche Ynglingar.
Il termine Svíþjóð (Svealand, da cui Svezia) deriva da Sueoni e cominciò ad essere usato oltre il IX secolo. 
Appaiono in fonti come l'Heimskringla e la Saga degli Ynglingar ed appartengono all'ambito mitologico, anche se è stato spesso suggerito che possano avere basi storiche; questa era una delle ultime teorie archeo-antropologiche del progetto La ricerca di Odino di Thor Heyerdahl. Comunque queste teorie non sono generalmente riconosciute come scientifiche.
I primi appartenenti a questa linea dinastica utilizzavano titolo di re a Uppsala, importante centro culturale e religioso nell'attuale Svezia, il cui tempio, secondo il mito, era stato costruito dal dio Yngvi-Freyr. Ci sarebbe da osservare che Snorri Sturluson, nell'Ynglinga saga riporta che solo da Dyggvi si cominciò ad usare l'appellativo konungr (che lo fa derivare da "Kon Ungr", Kon il Giovane), poiché i suoi predecessori erano chiamati dróttinn (condottieri).
È comunque ragionevole pensare che ci fossero re svedesi fin dai primi stanziamenti sueoni (svedesi), considerando il fatto che il concetto di re ha origini proto-germaniche (*kuningaz, rimasta nel finlandese come kuningas), oltre alla fondamentale testimonianza di Tacito che nel  98 d.C. cita sia i Sueoni che i loro re nel suo Germania, cap. 7 (Reges ex nobilitate, duces ex virtute sumunt: "scelgono i re in base alla nobiltà, i condottieri in base al valore").
Più tardi ai re leggendari, succedettero i re semi-leggendari svedesi, con una maggiore probabilità di avere basi storiche.

## Successione

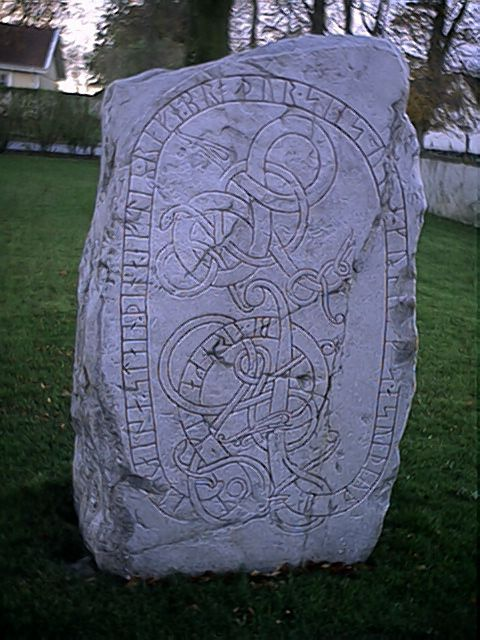
La pietra runica DR344 è una delle testimonianze più antiche del nome Svíþjóð; solo la DR216, il Beowulf e il De origine actibusque Getarum sono più antichi

In tutti principali testi pervenuti, tranne nel'Ynglingatal e nell'Ynglinga saga, i primi sovrani erano gli dèi. La Hversu Noregr byggðist (come la Norvegia era abitata) parte dal primo essere, il gigante Burri (Búri), per proseguire in un ordine in cui il nome Freyr ricorre due volte:
- Burri
- Njörðr
- Burr
- Óðins
- Freyr
- Njarðar
- Freyr

L'Ynglingatal parte direttamente dal primo umano appartenente alla casata dei Yngling, Fjölnir. 
L'Ynglinga saga cita come primo re Gylfi, presentato come umano e non appartenente alla casata dei Yngling, per poi seguire con tre dèi (sebbene l'autore, Snorri, per la sua concezione evemerista, li interpreta anch'essi come uomini, sebbene con caratteristiche sovrumane):
- Gylfi
- Óðinn
- Njörðr
- Yngvi-Freyr

Quest'ultimo è anche capostipite dei Yngling, nonché fondatore del Tempio di Uppsala.
Se si escludono gli dèi e il re remoto Gylfi, si ritrova corrispondenza dei primi otto re nei principali testi pervenuti, riportati qui di seguito come trascritti, divisi per colonna.
| Periodo                              | Ynglingatal tardo IX d.C. | Íslendingabók primo XII d.C. | Historia Norvegiæ tardo XII d.C | Ynglinga saga circa 1225       | Hversu Noregr byggðist 1387 |
| ------------------------------------ | ------------------------- | ---------------------------- | ------------------------------- | ------------------------------ | --------------------------- |
| fine I sec. a.C.- inizio I sec. a.C. | Fjölnir                   | Fjölnir                      | Fiolnir                         | Fjölnir                        | Fjölnir                     |
| I secolo circa                       | Sveigðir                  | Svegðir                      | Swegthir                        | Svegðir                        | Sveigðir                    |
|                                      | Vanlandi                  | Vanlandi                     | Wanlanda                        | Vanlandi                       | Vanlandi                    |
|                                      | Vísburr                   | Visburr                      | Wisbur                          | Vísburr                        | Vísburr                     |
| II secolo circa                      | Dómaldi                   | Dómaldr                      | Domald                          | Dómaldi                        | Dómaldi                     |
|                                      | Dómarr                    | Dómarr                       | Domar                           | Dómarr                         | Dómarr                      |
|                                      | Dyggvi                    | Dyggvi                       | Dyggui                          | Dyggvi                         | Dyggvi/Tryggvi              |
| III secolo circa                     | Dagr Spaka Dag il Saggio  | Dagr                         | Dagr                            | Dagr Spaka                     | Dagr                        |
|                                      | Agni                      | Alrekr                       | Alricr                          | Agni                           | Agni Skjálfarbóndi          |
|                                      | Alrekr e Eiríkr           | Agni                         | Hogni                           | Alrekr e Eiríkr                | Alrekr                      |
| IV secolo circa                      | Yngvi e Álfr              | Yngvi                        | Ingialdr                        | Yngvi e Álfr                   | Yngvi                       |
|                                      | -                         | -                            | -                               | Hugleikr                       | -                           |
|                                      | -                         | -                            | -                               | interregno di Haki re del mare | -                           |
|                                      | Jörundr                   | Jörundr                      | Jorundr                         | Jörundr (ed Eiríkr)            | Jörundr                     |
| V secolo circa                       | Aun il Vecchio            | Aun inn gamli                | Auchun                          | Aun hinn gamli                 | Aunn inn gamli/Áni          |

Haki, un celebre re del mare, non apparteneva agli Ynglingar. Secondo Snorri, riuscì a conquistare il trono uccidendo re Hugleikr ed a controllare lo Svealand per poco più di tre anni, prima di essere spodestato dai cugini di Hugleik, Jörundr ed Eiríkr.
Le varie liste di re si ricongiungono con Jörundr per proseguire con Aun il Vecchio poi con i re semi-leggendari svedesi.